# Il mio amico Rocket
Il mio amico Rocket (I Got a Rocket) è una serie animata del 2006 basata sul libro di Matt Zurbo prodotta da SLR Productions,Taffy Entertainment, Sunwoo Entertainment, Europool, Peach Blossom Media, insieme a Network Ten e KiKA. Viene trasmesso a partire dal 1º dicembre 2006 su Network Ten in Australia, e successivamente dal 18 aprile 2008 su KiKA in Germania e su Nickelodeon negli Stati Uniti. Lo spettacolo ha ricevuto un Emmy Award nel 2008.
In Italia la serie andò in onda su Nickelodeon dal 1º aprile 2009 e successivamente viene trasmessa in chiaro su Rai Gulp.

## Trama
La serie è incentrata su un ragazzo di nome Vincent "Vinnie" Q, che ha ricevuto per il suo tredicesimo compleanno un razzo antropomorfo di nome Rocket, che diventerà il suo migliore amico. Devono però affrontare anche le insidie dei fratelli Biffo, Scuds e Franky Ducky, i quali per sfortuna dei due protagonisti sono i figli della preside della scuola. A peggiorare le cose, quest'ultima non crede alle testimonianze sui suoi figli da parte di Vinnie e Rocket.

## Episodi
| Numero         | Episodi | Prima TV Australia | Prima TV Italia |
| -------------- | ------- | ------------------ | --------------- |
| Prima stagione | 26      | 2006-2007          | 2009            |

## Doppiaggio
| Personaggio         | Doppiatore inglese | Doppiatore italiano |
| ------------------- | ------------------ | ------------------- |
| Vincent "Vinnie" Q  | Jamie Oxenbould    | Davide Garbolino    |
| Rocket              | Thomas Bromhead    | Luca Sandri         |
| Professor Quigley Q | Marcello Fabrizi   | Mario Scarabelli    |
| Crystal Q           | Rachel King        | Deborah Morese      |
| Scuds Ducky         | Drew Forsythe      | Paolo De Santis     |
| Biffo Ducky         | Drew Forsythe      | Alessandro Messina  |
| Frankie Ducky       | Rachel King        | Federica Valenti    |
| Ma Ducky            | Drew Forsythe      | Patrizia Scianca    |
| Stern               | Marcello Fabrizi   | Marcello Cortese    |
| Gabby               | Trilby Glover      | Gea Riva            |
| Rainbow             | Rachel King        | Stefano Pozzi       |
| Maya                | Trilby Glover      | Stefania De Peppe   |